# Manota lachaisei
Manota lachaisei är en tvåvingeart som beskrevs av Loïc Matile 1972. Manota lachaisei ingår i släktet Manota och familjen svampmyggor.
Artens utbredningsområde är Elfenbenskusten. Inga underarter finns listade i Catalogue of Life.